# Confédération nationale des organisations paysannes, indigènes et noires
La Confédération nationale des organisations paysannes, indigènes et noires (Confederación nacional de organisaciones campesinas, indígenas y negras, FENOCIN) est une organisation militante issue principalement des secteurs paysans et indigènes de la société équatorienne. Son origine remonte au début des années 1960, dans le cadre des luttes pour obtenir une réforme agraire favorable aux paysans dans le pays. La FENOCIN se différencie de la CONAIE, principale organisation indigène du pays, par ses prises de position politiques. En 2003, la FENOCIN s'oppose dès le mois de mai au gouvernement de Lucio Gutiérrez, auquel participent des membres de la CONAIE comme Luis Macas. Adoptant de nouveau une position contraire à celle de la CONAIE, la FENOCIN apporte un soutien critique au gouvernement de Rafael Correa auquel s'oppose frontalement la CONAIE. La FENOCIN critique toutefois certaines actions du gouvernement, s'associant par exemple aux mobilisations de 2010 contre la loi sur l'eau. 
Au niveau international, la FENOCIN est membre de la Via campesina.